# رولاندو هامر
رولاندو هامر (اسپانیایی: Rolando Hammer‎؛ ۱۳ ژوئن ۱۹۲۱ – ۱۶ ژانویهٔ ۱۹۸۷) بازیکن بسکتبال اهل شیلی بود. وی در بازی‌های المپیک تابستانی ۱۹۴۸ شرکت کرده‌است.